# South Western Main Line
South Western Main Line, także South West Mainline – linia kolejowa w Wielkiej Brytanii łącząca Londyn z Southampton i Weymouth. Prowadzi przez hrabstwa Surrey, Hampshire i Dorset. Ma kilka odnóg, m.in. West of England Main Line, z którą dzieli odcinek do Basingstoke. Na wielu odcinkach jest szybkobieżna, na przeważającej długości dwutorowa. Rozstaw szyn wynosi na całej linii 1435 mm. Operatorem linii jest spółka South West Trains.

## Historia
Pierwszy pomysł wybudowania linii kolejowej łączącej Londyn z Southampton powstał w 1831 r. Linię w większości wybudowała spółka London and South Western Railway w latach 1838 - 1840.  Linia jest zelektryfikowana (trzecia szyna). Odcinek pod londynem zelektryfikowano jeszcze przed II wojną światową, większą część w r. 1967, ostatecznie prace ukończono w 1988 r. 

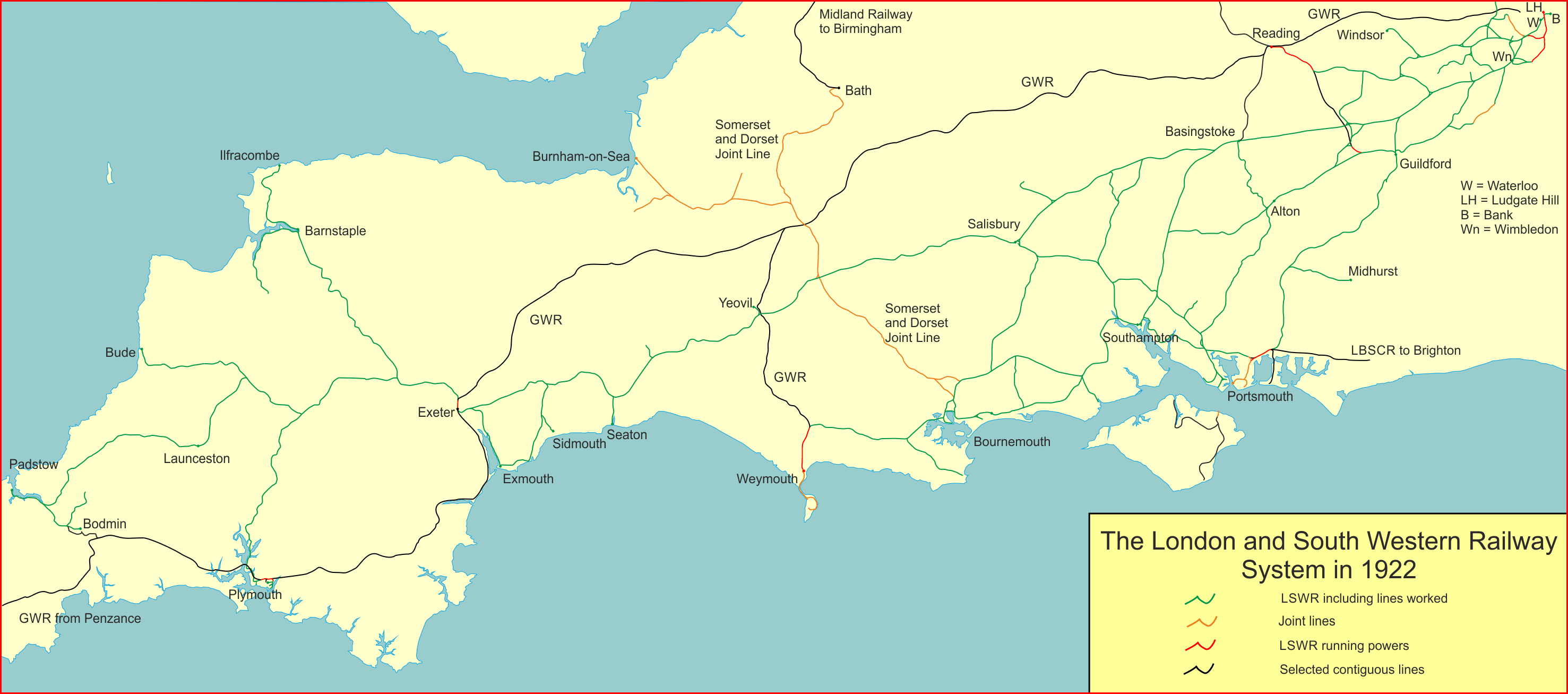
Schemat linii południa Anglii w 1922 r.

## Obsługa pasażerów
Linia, choć długa, służy przede wszystkim do dojazdów do pracy i do dużych ośrodków miejskich. 80 procent podróży odbywa się w godzinach od 7.00 do 10.00. Pociągi kursują z częstotliwością nie mniejszą niż pół godziny w każdą stronę przy czym część serwisu to składy pośpieszne na trasie Londyn - Weymouth i Londyn - Southampton, część to kursy lokalne.

## Stacje na linii

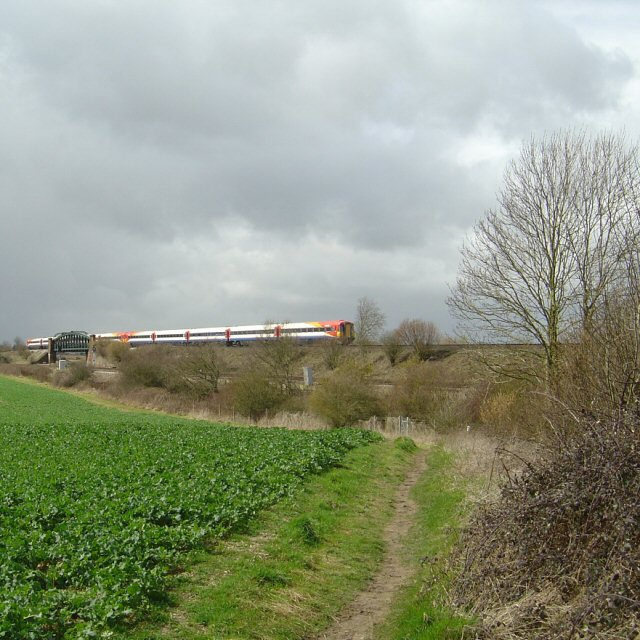
Linia pod Battledown

Stacje między Basingstoke i Weymouth. Tłustym drukiem podano stacje węzłowe.
- Basingstoke
- Micheldever
- Winchester
- Shawford
- Eastleigh – połączenie z linią Eastleigh - Romsey
- Southampton Airport Parkway
- Swaythling
- St Denys
- Southampton Central
- Milbrook
- Redbridge – połączenie z Wessex Main Line
- Ashuest New Forest
- Beaulieu Road
- Brockenhurst
- Sway
- New Milton
- Hinton Admiral
- Christchurch
- Pokesdown
- Boscombe
- Bournemouth
- Branksome
- Parkstone
- Poole
- Hamworthy
- Holton Heath
- Wareham – połączenie z linią Swanage Railway
- Wool
- Moreton
- Dorchester South
- Upwey – połączenie z linią Heart of Wessex

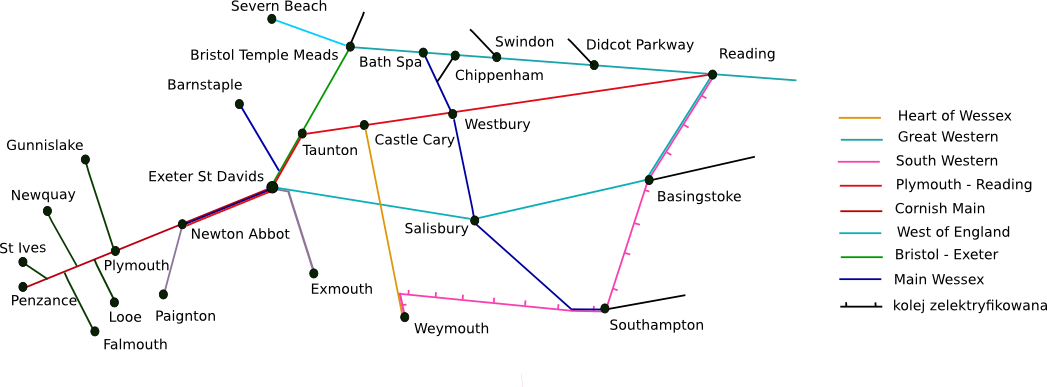
Mapa linii kolejowych w południowej Anglii

- Weymouth